# Aymen Abdennour
Aymen Abdennour (arabul: أيمن عبد النور) (Szúsza, 1989. augusztus 6. –) tunéziai válogatott labdarúgó, aki jelenleg a Valencia CF játékosa, de kölcsönben a Kayserıspor csapatában szerepel.
Abdennour hazája, Tunézia egyik legjobb védőjeként van számontartva.